# 鹿陶洋
鹿陶洋，是臺灣臺南市楠西區的一個傳統地域名稱，位於該區西南部。相較於今日行政區，其範圍大致與鹿田里相近。
本地區境內主要聚落為鹿陶洋、大林、東西煙口、東西煙、油車。

## 歷史
台灣日治初期，鹿陶洋地區為一街庄，稱為「鹿陶洋庄」（舊制街庄），隸屬於楠梓仙溪西里。該庄昔日西隔曾文溪與口宵里庄為界，西北隔曾文溪支流油車溪與茄拔庄為界，東北與灣坵庄為鄰，東邊及東南邊為龜丹庄，南邊為鹿陶庄。
1901年（日治明治三十四年）11月11日，全台廢縣廳改設二十廳，該庄隸屬於臺南廳。1904年（明治三十七年）3月31日，該庄編入「內噍吧哖區」，隸屬於臺南廳。1909年（明治四十二年）10月25日，全台合併二十廳為十二廳，內噍吧哖區仍隸屬於臺南廳。1920年（大正九年）10月1日，全台地方制度大改正，廢十二廳改設五州二廳，該庄改制為「鹿陶洋」大字，隸屬於臺南州新化郡楠西庄（新制街庄）。
戰後楠西庄改制為楠西鄉，隸屬於臺南縣，大字亦改制為村。1950年（民國39年）10月25日，雲、嘉、南分治，楠西鄉仍隸屬於臺南縣。2010年（民國99年）12月25日，臺南縣、市合併為直轄臺南市，楠西鄉改制為楠西區，村亦改制為里。

## 聚落
本地區發展較早的聚落為鹿陶洋、大林、東西煙，在日治初期的官方地圖上已有記載。此外，本地區尚有油車、東西煙口聚落。

## 交通
省道台3線俗稱「內山公路」，是臺北市至屏東縣屏東市的幹道，經過本地區油車、東西煙口兩聚落及鹿陶洋聚落西郊。由該道路北行可前往楠西區楠西市區、嘉義縣大埔鄉、番路鄉南部、中埔鄉、番路鄉西北部等地；南行可前往玉井區、南化區、高雄市內門區、旗山區等地。
區道南186線是鹿陶至龜丹溫泉的道路，其西側端點（起點）位於本地區南部邊界地帶的省道台3線路口。
區道南186-1線是鹿陶至龜丹的道路，其西側端點（起點）位於本地區中南部的省道台3線路口。
區道南190線是油車－鳳興的道路，其西側端點（起點）位於本地區北部油車聚落的省道台3線路口。

## 公務機關
- 臺南市政府警察局玉井分局鹿田派出所